# VME
Это статья об операционной системе. О шине VME смотрите VMEbus.
VME (англ. Virtual Machine Environment) — операционная система для мейнфреймов, разработанная в Великобритании компанией International Computers Ltd в 1970-х годах.

## Происхождение
Производство системы началось со слияния International Computers and Tabulators (ICT) и English Electric Computers в 1968.
3 самых известных сборки:
- VME/B (originally System B), ориентирована для мощных процессоров, как 2970/2980
- VME/K (originally System T), сделана для средних по производительности, как 2960. Разработана после того, как оригинальная система для маломощных процессоров (System D) была прекращена в разработке. VME / K была разработана и представлена на рынке и в конце концов заменила VME / B
- VME/T, была задумана, чтобы поддержать «отказоустойчивость» систем, разрабатывалась успешной американской начинающей компанией Tandem Computers, но не вышла в свет.

VME разрабатывалась для машин серий 2900 и 39 с начала 1970-х. При разработке использовался дизайн «сверху вниз», система создавалась на языке высокого уровня, диалекте ALGOL 68. Всего операционная система состоит из 8 тысяч модулей, в её создании участвовало более 200 человек.
Главный архитектор VME / B был Брайан Уорбойс, который впоследствии стал профессором инженерии программного обеспечения в университете Манчестера.
VME рассматривалась как, прежде всего, конкурентка с System / 360 IBM мэйнфреймов в качестве коммерческой операционной системы с EBCDIC кодировкой.

## Процесс разработки
VME был первоначально написан почти полностью в S3, специально созданном языке, основанном на Algol 68R. Хотя язык высокого уровня используется, операционная система не разработана, чтобы быть независимой от основной архитектуры аппаратных средств: наоборот, архитектура программного и аппаратного обеспечения сильно объединены.
С начала 1990-х вперед, некоторые полностью новые подсистемы VME были написаны частично или полностью на языке программирования C.
С его самых ранних дней VME был развит при помощи хранилища программирования, известного как CADES, построенные для цели использовать основную базу данных IDMS.

## Наши дни
По состоянию на 1997 год в Великобритании использовалось более тысячи мэйнфреймов ICL.